# Monika Kuszyńska

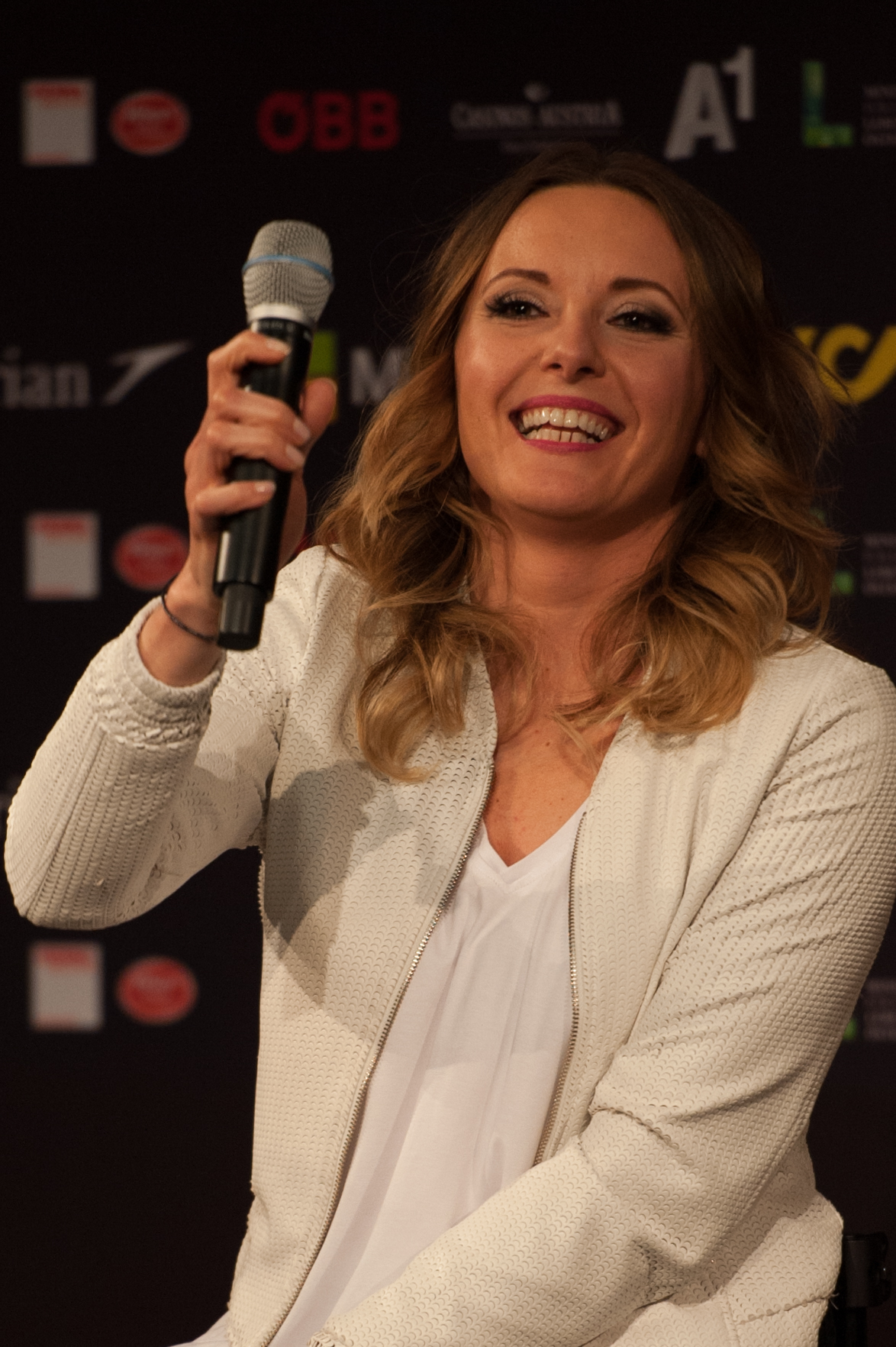
Monika Kuszyńska maj 2015.

Monika Kuszyńska, född 14 januari 1980 i Łódź, är en polsk sångerska. Hon var frontfigur för bandet Varius Manx från år 2000 och fram till 2006 då en bilolycka gjorde henne förlamad från midjan och neråt.  År 2010 återkom hon till den polska musikscenen, för att representera sitt land i Eurovision Song Contest 2015.

## Diskografi

### Singlar
- 2015 - In The Name Of Love (Polands bidrag i Eurovision Song Contest 2015)